# Stenotrella
Stenotrella is een geslacht van rechtvleugeligen uit de familie krekels (Gryllidae). De wetenschappelijke naam van dit geslacht is voor het eerst geldig gepubliceerd in 2005 door Gorochov.

## Soorten
Het geslacht Stenotrella omvat de volgende soorten:
- Stenotrella lucens Chopard, 1952
- Stenotrella sceleton Gorochov, 2004
- Stenotrella seyrigi Chopard, 1952